# Promormia silesiensis
Promormia silesiensis är en tvåvingeart som beskrevs av Jezek 1983. Promormia silesiensis ingår i släktet Promormia och familjen fjärilsmyggor. Inga underarter finns listade i Catalogue of Life.